# Хоча Заградска
Хоча Заградска (алб. Hoçë e Qytetit/Haqa e Zagragjesë) је насељено место у општини Призрен на Косову и Метохији. Према попису становништва из 2011. у насељу је живело 3.410 становника.

## Положај
Атар насеља се налази на територији катастарске општине Хоча Заградска површине 696 ha. Село се налази са леве стране реке Призренске Бистрице.

## Историја
У писаним изворима село се први пут помиње 1348. године, у Арханђеловској повељи српског цара Стефана Душана. До краја 18. века у селу је постојала црква Св. Николе. Јужно од села, у брдима, налази се пећина-испосница, која је преградним зидом била претворена у цркву. У Хочи Заградској данас више нема Срба.

## Становништво
Према попису из 2011. године, Хоча Заградска има следећи етнички састав становништва:
| Националност       | 2011.          |
| Албанци            | 3.405 (99,85%) |
| Бошњаци            | 1 (0,03%)      |
| други и недоступно | 4 (0,12%)      |
| Укупно             | 3.410          |

| Демографија | Демографија | Демографија |
| Година      | Становника  | Становника  |
| ----------- | ----------- | ----------- |
| 1948.       | 740         |             |
| 1953.       | 810         |             |
| 1961.       | 1.083       |             |
| 1971.       | 1.510       |             |
| 1981.       | 2.127       |             |
| 1991.       | 2.658       |             |
| 2011.       | 3.410       |             |